# James Fraenkel

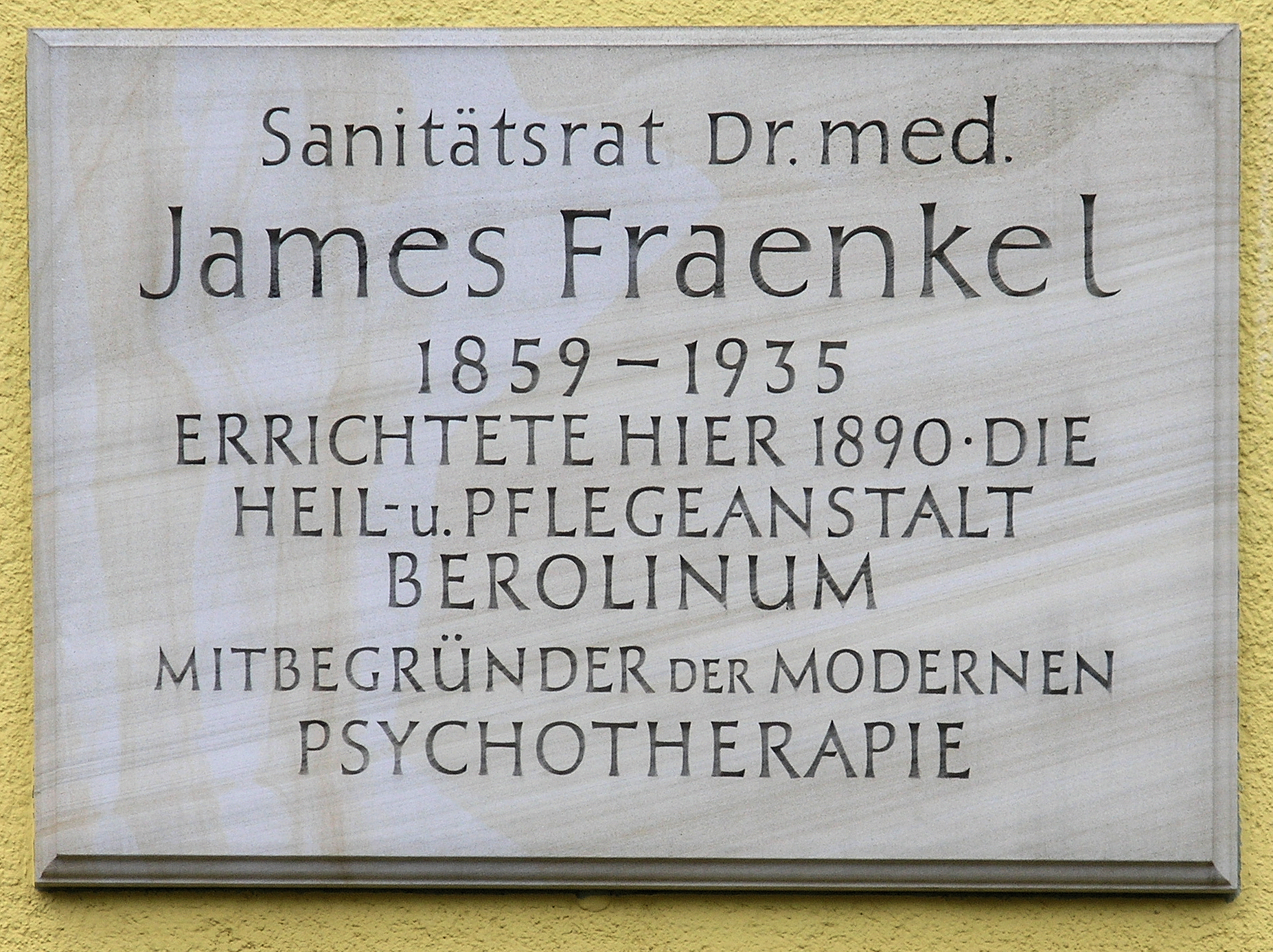
Tablica upamiętniająca Jamesa Fraenkela na ścianie domu przy Leonorenstraße 17–33

James Fraenkel (ur. 21 marca 1859 w Rybniku, zm. 7 czerwca 1935 w Berlinie) – niemiecki lekarz neurolog i psychiatra, radca sanitarny, założyciel zakładu psychiatrycznego Heil- und Pflegeanstalt Berolinum w Berlinie-Lankwitz.

## Życiorys
Był synem rabina Daniela Fraenkela (1821–1890) i Julie Fraenkel z domu Rosenstein, córki rabina w Berlinie. Miał 11 rodzeństwa, w tym semitystę Siegmunda Fraenkela (1855–1909), architekta Maxa Fraenkela (1856–1926), kupca i filantropa Martina Fraenkela (1863–1928).
Po studiach medycznych osiadł w Berlinie, poślubił Paulę Barth, mieli trzy córki (Julie, Resi i Hildę) i syna. W 1890 roku wspólnie z Albertem Olivenem otworzył zakład dla chorych psychicznie Berolinum, później funkcjonujący jako sanatorium Lankwitz.
Pochowany jest na Cmentarzu żydowskim w Berlinie-Weißensee.